# История почты и почтовых марок Лихтенштейна
История почты и почтовых марок Лихтенштейна, карликового государства, расположенного между Швейцарией и Австрией в Западной Европе, подразделяется на периоды управления австрийской, собственной и швейцарской почтовыми администрациями. В почтовом обращении в Лихтенштейне были почтовые марки Австрии и самого Княжества Лихтенштейн.

## Ранняя история
История почты Лихтенштейна начинается в XVI веке, когда на его территории была создана регулярная почтовая связь. В то время были организованы две почтовые станции — в Бальцерсе и Шаане.

## Развитие почты и выпуски почтовых марок

### Австрийская почта
До 1920 года Лихтенштейн входил в почтовую систему Австрии. С 1850 по 31 января 1921 года в княжестве были в обращении австрийские почтовые марки. С 1 февраля 1912 года параллельно с ними начали выпускать марки австрийской почты в Лихтенштейне с надписью: нем. «К. К. Osterr. Post im Fürstentum Liechtenstein» («Императорская и королевская австрийская почта в княжестве Лихтенштейн»).

### Государственная почта
В марте 1920 года между Лихтенштейном и Австрией было подписано новое почтовое соглашение, согласно которому в княжестве была организована государственная почтовая служба. Марки прежних выпусков снабдили надпечаткой орнамента, закрывающего надпись «К. К. Osterr. Post» и частично новой стоимости. Существуют двойные и перевернутые надпечатки. Эти марки были изъяты из обращения в конце января 1921 года.
В мае 1920 года правительство Лихтенштейна передало право выпуска знаков почтовой оплаты частному консорциуму. Им с мая по октябрь были выпущены три серии марок в различных вариантах (с зубцами, беззубцовые и т. д.) с надписью «Fürstentum Liechtenstein» («Княжество Лихтенштейн»), которая сохраняется до настоящего времени. В связи с различными махинациями консорциума от его услуг пришлось отказаться. Все выпуски консорциума были изъяты из обращения в конце января 1921 года.
|                                                                  |                                                                |
| 1920: почтовая марка государственной почты Лихтенштейна (Mi #16) | 1920: почтовая марка Лихтенштейна, выпуск консорциума (Mi #17) |

### Швейцарская почта
1 февраля 1921 года Лихтенштейн заключил договор с почтовой службой Швейцарии, согласно которому его территория вошла в почтовую систему этой страны. За княжеством однако сохранилось право выпуска собственных марок.
В тот же день в обращении поступили марки из первой серии консорциума с надпечатками нового номинала в швейцарской валюте, а также серия марок с оригинальным рисунком — гербом княжества. Одновременно открылось почтовое отделение в Тризенберге. Поскольку были выпущены только марки номиналом от 2 до 15 раппов, то в почтовые отделения поступили также швейцарские марки в 20, 25, 40, 50, 80 сантимов и 1 франк. Они находились в обращении до 1 августа 1921 года.
Запасы марок Лихтенштейна, выпущенных до февраля 1921 года, были уничтожены 5 мая 1924 года. С 1967 года все марки имеют неограниченное время хождения. Почтовые марки Лихтенштейна отличаются очень высоким графическим и полиграфическим уровнем исполнения. Тираж их, как правило, невелик. Все марки печатаются в небольших листах от 4 до 25 штук с надписями и рисунками на краях листов. Популярной темой марок является королевская семья Лихтенштейна. Выпуск почтовых марок страны не прерывался даже во время Второй мировой войны.
Первая серия из трёх почтово-благотворительных марок Лихтенштейна вышла в декабре 1932 года. Дополнительный сбор шёл в пользу несовершеннолетних.
Первый почтовый блок с маркой в 5 франков, так называемый Блок Вадуц, вышел в сентябре 1934 года в честь Лихтенштейнской национальной выставки и первой Лихтенштейнской выставки почтовых марок в Вадуце, которая проходила с 29 сентября по 15 октября 1934 года. Этот блок был выпущен тиражом 7788 экземпляров и является большой редкостью, особенно на письмах со специальным штемпелем. В дальнейшем филателистические выставки также отмечались выпуском почтовых блоков (кроме выставки 1956 года), однако тираж их был значительно большим.
С 4 декабря 1995 года в Лихтенштейне начали работать печатающие автоматы. Они были установлены во всех 11 общинах страны. Одновременно в обращение поступило 11 видов марок печатающих автоматов. На знаках почтовой оплаты был изображён герб соответствующей общины. В июне 2003 года были выпущены марки печатающих автоматов с изображением местных достопримечательностей.

### Надпечатки на почтовых марках Лихтенштейна
Первая надпечатка была сделана 3 марта 1920 года на шести марках австрийской почтовой администрации образца 1917 года, является первым выпуском собственной государственной почты.
Последняя надпечатка сделана 7 апреля 1960 года. На двух марках надпечатаны надпись «WELTFLÜCHTLINGSJAHR» («Всемирный год беженцев»), эмблема Фонда беженцев, новый почтовый номинал и номинал почтово-благотворительного сбора средств в Фонд беженцев в связи с Всемирным годом беженцев с 1 июля 1959 по 30 июня 1960 года. Имели хождение до 31 октября 1966 года.
За весь период было произведено 57 каталогизированных надпечаток, из них 36 — по изменению типа марки для франкирования служебной корреспонденции, 10 — по изменению номинала почтовой марки, 2 — почтово-благотворительные.

## Другие виды почтовых марок

### Авиапочтовые
В августе 1930 года были выпущены первые авиапочтовые марки княжества. Серия состояла из шести миниатюр с изображением самолёта над ледником, городом Вадуц и долиной Рейна и Вадуцем. Последние авиапочтовые марки вышли в апреле 1960 года.
10 июня 1931 года были изданы две миниатюры специально для корреспонденции, перевозившейся в тот день дирижаблем «Граф Цеппелин» из Вадуца в Лозанну. Марки гасились специальным штемпелем «Vaduz luni 1931 Zeppelinpost nach Lausanne» («Вадуц, июнь 1931. Цеппелинная почта в Лозанну») красной краской.

### Служебные
Служебные марки были введены в обращение в апреле 1932 года. Вначале производилась надпечатка короны и надписи «Regierungs—Dienstsache» («Правительственное служебное дело») на стандартных марках. В 1947 году надпечатка была изменена — «Dienstmarke» («Служебная марка»). В ноябре 1950 года в обращение поступили специальные служебные марки с изображением короны, которые могли использоваться только определёнными учреждениями для переписки с заграницей. С 1976 года на служебных марках изображался Дом правительства в Вадуце. Последние служебные марки вышли в сентябре 1989 года, они были изъяты из обращения 31 декабря 1994 года. Внутри Лихтенштейна служебные письма пересылались без марок.
Некоторые письма, не подлежащие оплате, снабжаются штампом «Franco». Если учреждение этого штампа не поставило, то на почте на конверт наклеивался ярлык (франко-формуляр) и ставился оттиск календарного штемпеля. Такие ярлыки выпускались с 1921 по 1962 год и применялись до сентября 1969 года.

### Доплатные
Доплатные марки Лихтенштейна появились в июле 1920 года. С 1 февраля 1921 по 11 апреля 1928 года использовались швейцарские доплатные марки, а до 1920 года — австрийские. Последние доплатные марки вышли в июле 1940 года. Они были в обращении до декабря 1958 года.

## Курьерская почта Зевелен—Вадуц
В 1918 году после распада Австро-Венгрии столица Лихтенштейна Вадуц осталась без связи. Правительство арендовало почтовый ящик в пограничном швейцарским городе Зевелен. Ежедневно курьер на велосипеде отвозил и привозил почту. Для оплаты доставки была подготовлена специальная наклейка в виде прямоугольника с рамкой красного цвета и надписью внутри «Schweizer Post Vaduz» («Швейцарская почта. Вадуц»). Наклейка печаталась в листах из 60 штук. Края листа перфорации не имели. Гашение производилось пером.
В Зевелене почтовые отправления оплачивались швейцарскими марками по швейцарским тарифам. Известны письма с календарными штемпелями Зевелена и Букса. Связь действовала около 6 недель.

## Художники марок
С 1938 по 1943 год над рисунками для некоторых почтовых марок Лихтенштейна работал русский художник-эмигрант Иван Григорьевич Мясоедов. Это были первые почтовые марки в истории страны, которые создавались профессиональным художником высочайшего уровня.

## Почтовый музей
В 1930 году в Вадуце был открыт музей почты и почтовых марок Лихтенштейна. В его фондах хранится большая коллекция марок княжества, начиная с 1912 года, а также марки других стран. Кроме того, в музее представлены эскизы, рисунки, гравюры, литографии, печатные пластины, филателистические документы и другие материалы, относящиеся к истории почтовой службы Лихтенштейна.